# Железопътна линия Дупница – Бобов дол
Железопътна линия Дупница – Бобов дол е единична, електрифицирана, междурелсие 1435 mm.

## История

### Теснопътна (междурелсие 600 mm) линия
Теснопътното железопътно отклонение Дупница – Бобов дол е построено след завършване на теснопътния участък Радомир – Левуново по разпореждане на Щаба на действащата армия за осигуряване извозването на каменни въглища, необходими за експлоатацията на железопътната линия по долината на река Струма и за местните индустриални предприятия. От гара Дупница в посока към Бобов дол трасето е с голяма денивелация – 91,68 m на разстояние от около 3 km. За да се намали големият надлъжен наклон на вертикалните криви в железопътната линия, достигащ до 50 ‰, са построени две глухи обръщателни станции, поради което жп линия се удължава и достига 26,285 km. Строителството на линията се извършва от втора строителна железопътна рота от 11 декември 1916 г. до 1 юли 1917 г. През 1920 г. със „Закона за уреждане положението на жп линии строени за военни нужди през време на Европейската война“, участъкът заедно с още няколко е предаден на БДЖ за обществено ползване.

### Нормална, междурелсие 1435 mm, линия
Порасналите нужди на страната от каменни въглища поради развитие на транспорта и индустрията, както и ограниченото използване на дърва за огрев през 30-те години на 20 век налагат да се увеличи добивът на каменни въглища от мина „Бобов дол“. За да се осигури извозването им е решено да се построи нормална жп линия с междурелсие 1435 mm Дупница – Бобов дол.
Голяма част от трасето на тази жп линия минава по планираната за строеж в перспектива магистрална жп линия Костенец – Самоков – Дупница – Кюстендил. Строителството започва на 10 февруари 1941 г., но скоро е преустановено. Възстановено е след 9 септември 1944 г. Линията е завършена през 1949 г., а от 1 февруари 1950 г. влиза в редовна експлоатация.
Дължината на линията е 19,087 km, с минимален радиус на хоризонталните криви – 300 m и максимален размер 23,5 ‰ на вертикалните криви. В началото на 90-те години на 20 век е електрифицирана.
От 10.12.2017 г. пътническите жп превози по линията са преустановени.

## Технически съоръжения

### Гари
| име на гарата | приемно-отправни коловози (ПОК) | приемно-отправни коловози (ПОК) | приемно-отправни коловози (ПОК) | осигурителна инсталация |
| име на гарата | брой ПОК                        | максимална полезна дължина      | минимална полезна дължина       | осигурителна инсталация |
| ------------- | ------------------------------- | ------------------------------- | ------------------------------- | ----------------------- |
| Дупница       | 9                               | 598                             | 462                             | РУКЗ                    |
| Големо село   | 4                               | 615                             | 506                             | РУКЗ                    |
| Бобов дол     | 2                               | 433                             | 400                             | РУКЗ                    |

### Мостове
| междугарие              | намира се на km | обща дължина, m | изграден от  | препятствие             |
| ----------------------- | --------------- | --------------- | ------------ | ----------------------- |
| Дупница – Големо село   | 0+988           | 19,50           | стоманобетон | път                     |
| Дупница – Големо село   | 1+120           | 112,50          | стоманобетон | път Е-79 и река Джерман |
| Дупница – Големо село   | 1+840           | 32,00           | стоманобетон | път                     |
| Дупница – Големо село   | 2+030           | 68,00           | стоманобетон | път                     |
| Дупница – Големо село   | 7+097           | 18,50           | стоманобетон | път                     |
| Дупница – Големо село   | 7+510           | 28,00           | стоманобетон | река                    |
| Големо село – Бобов дол | 14+663          | 18,50           | стоманобетон | път                     |

През 1946 г. по железопътната линия е построен един тунел с дължина 319,20 m. Намира се от km 3+714 до km 4+033.